# Occitania

Drapelul deseori folosit de activiști occitani.

Occitania (occitană Occitània, AFI /ut͡si'tanjɔ/) este o regiune culturală în care se vorbește tradițional limba occitană. Cuprindea o parte de sud a Franței, Monaco și părți mici ale Italiei (Văile Occitane) și ale Spaniei (Vall d'Aran). Conceptul cultural occitan a fost recunoscută încă din Evul Mediu, dar regiunea aceasta nu a format niciodată un organism legal sau politic sub acest nume de-a lungul istoriei, fiind totuși unită în cadrul Imperiului Roman și Regatului Vizigoților. Limba catalană este atât de apropiată de cea occitană, încât sunt adesea considerate ca formând un continuum.
Diferența dintre Franța de Nord, unde se vorbește „limba de Oïl” (oïl = „da”, a evoluat în oui ), și Franța de Sud, unde se vorbea limba occitană („limba de òc”, lenga d'òc, òc = „da”) este veche și era deja stabilită la începutul romanizării regiunii. În Franța, limba franceza este singura „limbă oficială a republicii” folosită în spațiu public și administrare, astfel că limba occitană, conform estimărilor actuale, din 14 milioane de locuitori ai Occitaniei, mai este astăzi înțeleasă de 6 milioane, iar 3 milioane o vorbesc la nivel avansat. Principalele limbi vorbite în prezent în regiune sunt franceza, italiana, spaniola și catalana, toate legate lingvistic de occitană, ultima îndeosebi. Vall d'Aran în Catalonia este unicul loc unde occitana (mai precis dialectul său aranez) se bucură de statut de limbă oficială..

## Economie[3]
Economia Occitaniei este diversă și bine dezvoltată, având o contribuție semnificativă la economia Franței. Regiunea are o economie bazată în principal pe agricultură, turism, industria aeronautică, IT și cercetare. Agricultura este o activitate importantă în Occitania, cu o producție bogată de fructe și legume, vinuri de calitate, precum și producție de carne și păsări de curte. Turismul este, de asemenea, o ramură importantă a economiei, datorită patrimoniului cultural și natural bogat al regiunii, precum și a numeroaselor evenimente culturale și sportive organizate în zona. În plus, Regiunea Occitania găzduiește o industrie aeronautică puternică, cu sediile Airbus și ATR, care oferă oportunități de angajare pentru mii de oameni. Alte domenii importante ale economiei occitane includ industria IT și cercetarea, cu un număr semnificativ de companii inovatoare și centre de cercetare, care sunt implicate în dezvoltarea de tehnologii de ultimă generație și în avansarea cunoștințelor științifice în domenii precum biotehnologia, informatica și energia. În general, economia Occitaniei este una dinamica, cu o varietate de sectoare care își aduc contribuția la dezvoltarea economică și socială a regiunii și la creșterea nivelului de trai al locuitorilor.

## Geografie

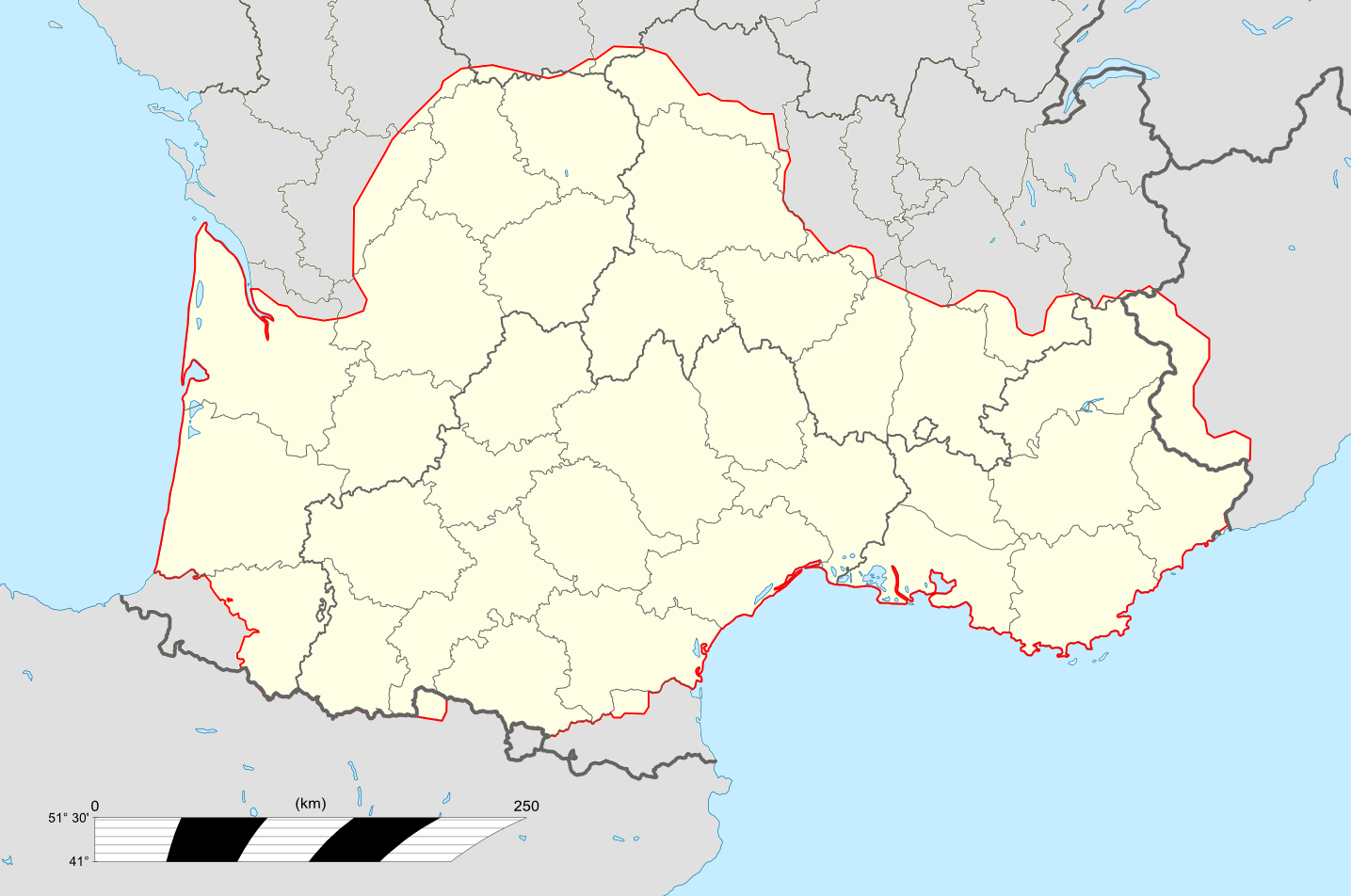
Frontierele Occitaniei suprapuse la harta administrativă a Franței.

Harta Occitaniei

Occitania se întinde pe teritoriul celor patru state:
- în Franța, Occitania corespunde aproape aproximativ cu noțiunea vagă de Midi („Miazăzi”), cuprinzând toate regiunile sudice ale țării în afară de Corsica, Roussillon (Catalunia franceză) și Țara Bascilor.
- în Italia, Occitaniei îi aparțin Văile Occitane, situate în Alpi, care fac parte din regiuni Liguria și Piemont ; și satul Guardia Piemontese (La Gàrdia în limba occitană), în regiunea Calabria.
- în Spania, Vall d'Aran, o comarca din Catalonia, este teritoriul tradițional occitan
- Monaco este un caz particular pentru că a fost o zonă de interferență a două limbi, occitană și ligură, astăzi fiind la limita limbilor franceză și italiană.